# Jüdischer Friedhof Essentho

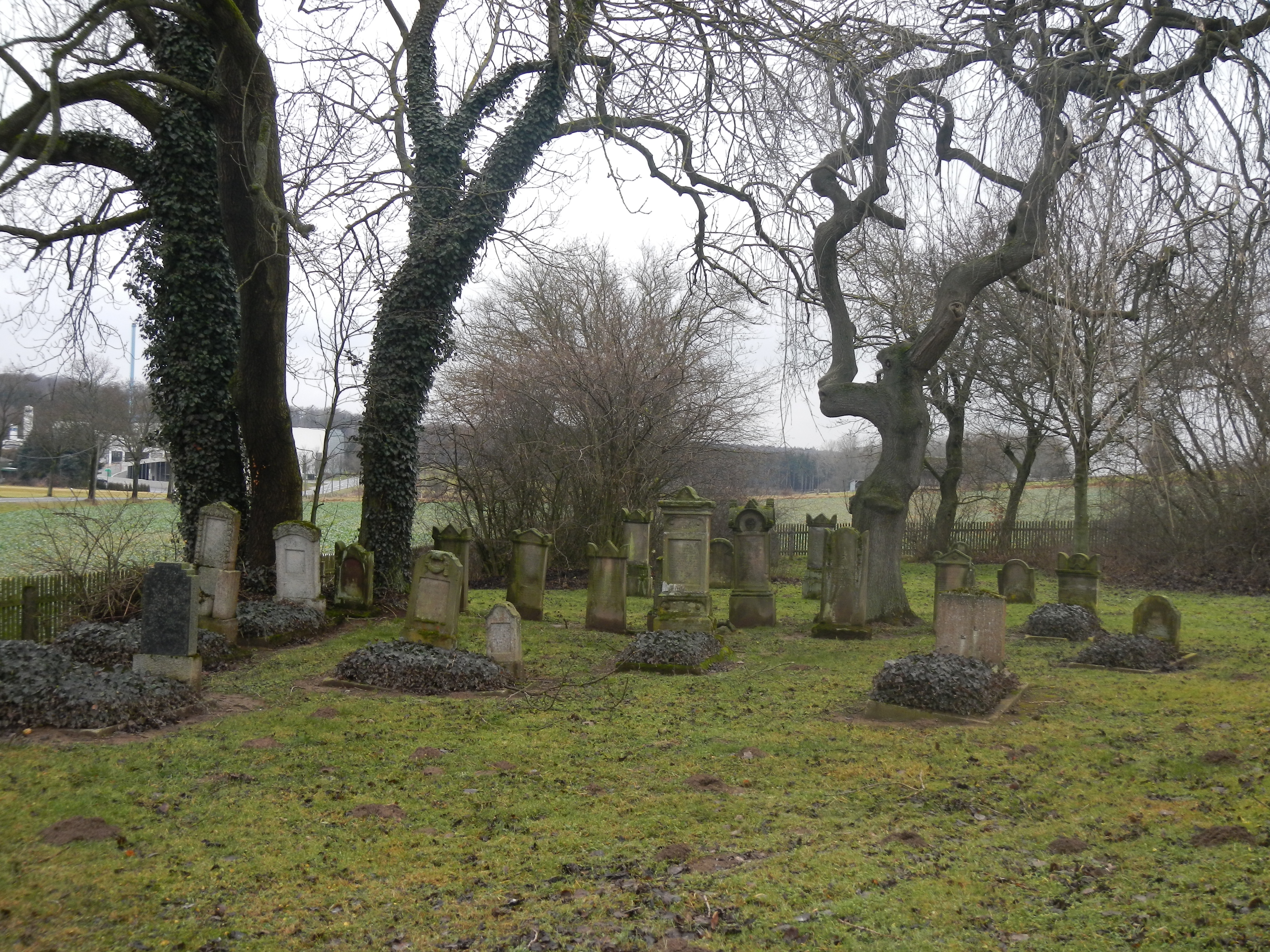
Jüdischer Friedhof Essentho

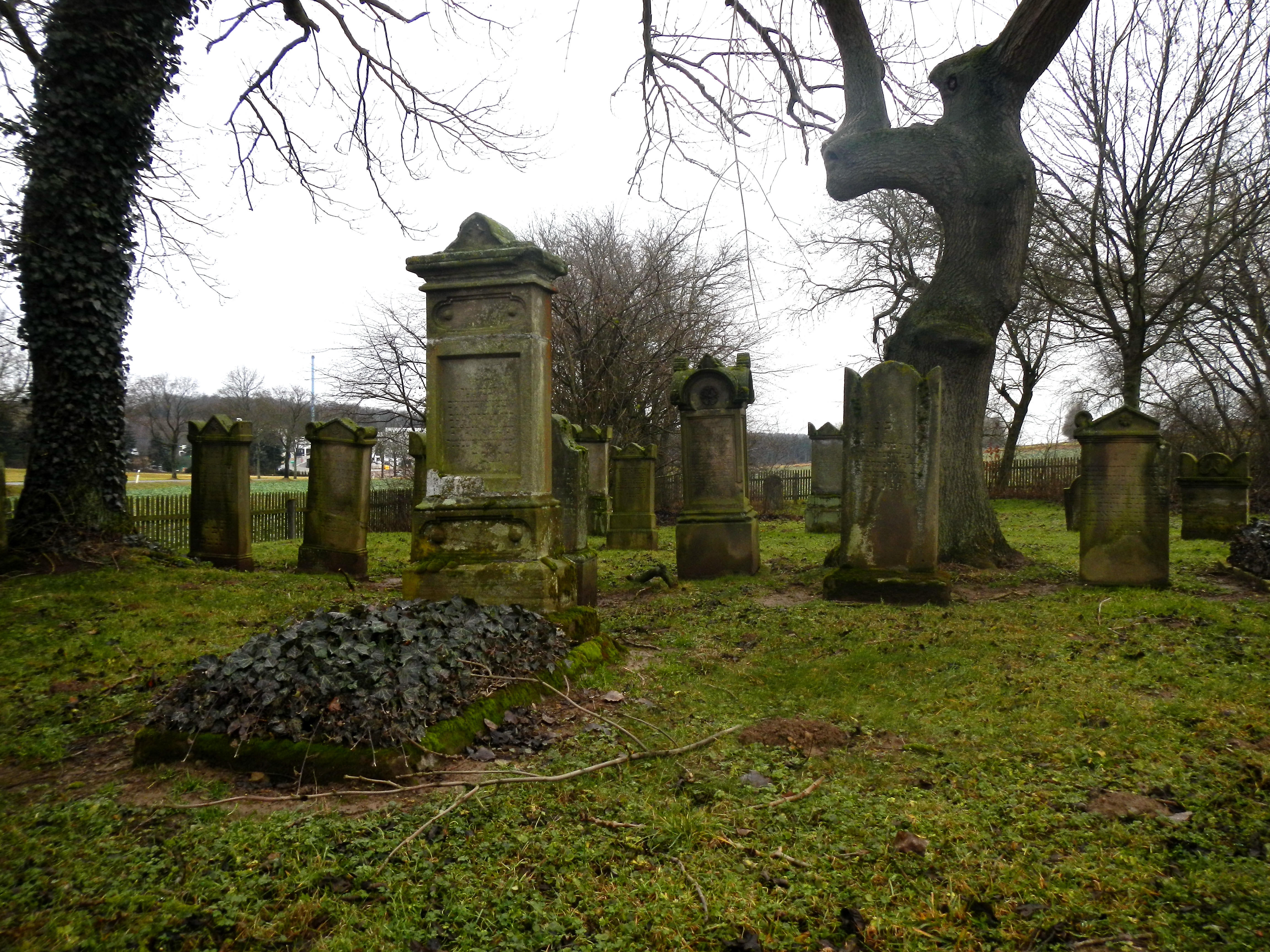
Jüdischer Friedhof Essentho

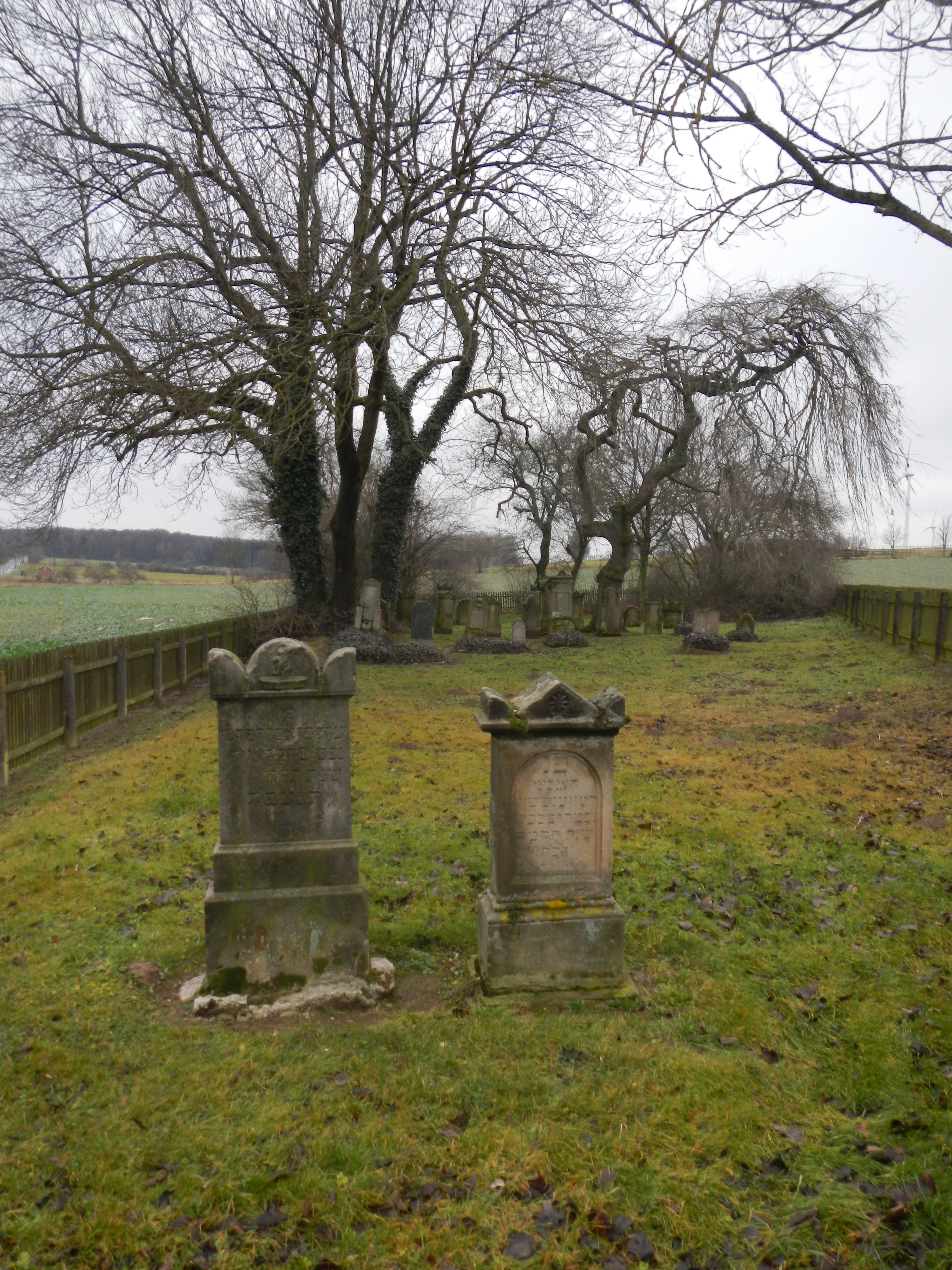
Jüdischer Friedhof Essentho

Der Jüdische Friedhof Essentho liegt bei Essentho/Stadt Marsberg im Hochsauerlandkreis in Nordrhein-Westfalen.
Er ist ein geschütztes Baudenkmal (Nr. 67 – Liste der Baudenkmäler in Marsberg).

## Beschreibung
Der Friedhof befindet sich am westlichen Ortsrand von Essentho, rechts an der Straße in Richtung Fürstenberg. Die von Bäumen bestandene Grasfläche ist ca. 1300 m² groß und im Grundriss trapezförmig.
Es sind noch 27 Grabsteine aus der Zeit zwischen 1845 und 1937 vorhanden. Die meisten stammen aus dem 19. Jahrhundert, einige aus dem ersten Drittel des 20. Jahrhunderts. Gemäß Inschriften der Grabsteine wurden hier Juden aus Essentho und Westheim beigesetzt. Die älteste noch lesbare Inschrift stammt aus dem Jahre 1845 (Trudchen Eichwald, geb. 1770; gest. 1845), der jüngste aus dem Jahr 1937 (Sally Stamm, geb. 1864; gest. 1937). Die Inschriften der Vorderseite der Grabsteine sind jeweils in Hebräisch, die der Rückseite in Deutsch verfasst. Daneben finden sich verschiedene Symbole. Die Grabsteine sind meist aus Sandstein, einige aus Granit.